# Lauren Hall
Lauren Hall (Vicksburg (Mississippi), 2 februari 1979) is een Amerikaanse voormalige wielrenster. Ze reed voor ploegen als Optum, TWENTY16 presented by Sho Air, Team Tibco en in 2017 en 2018 reed ze voor UnitedHealthcare Women's Team. In 2012 werd ze Amerikaans kampioene op de baan in de achtervolging.
Lauren Hall is geen familie van haar acht jaar jongere landgenote Katie Hall uit Mercer Island (Washington).

## Palmares

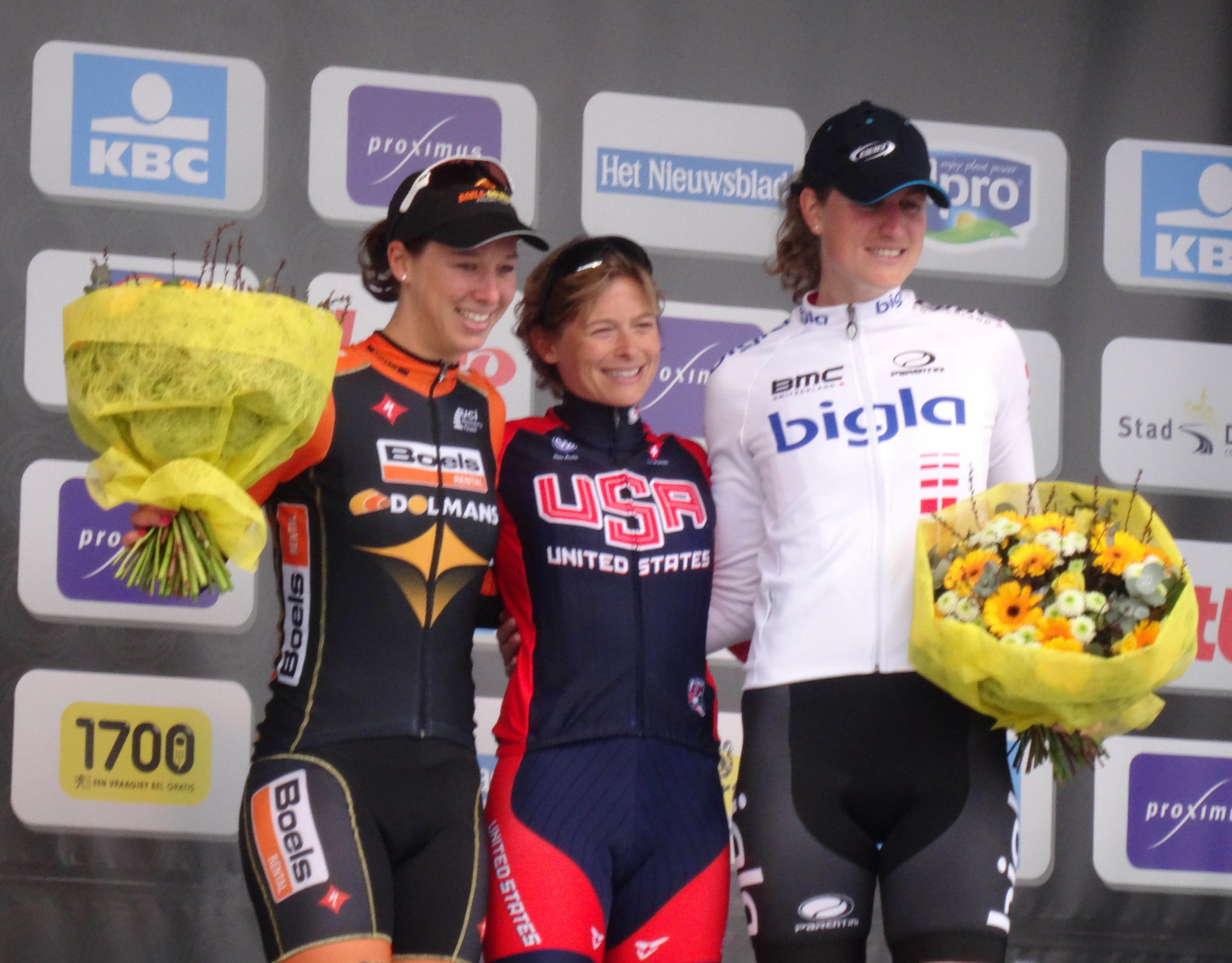
Winst in Gent-Wevelgem 2014

### Weg
2012
- Amerikaans kampioenschap wielrennen

2013
- Amerikaans kampioenschap wielrennen

2014
- Gent-Wevelgem

2015
- 1e (TTT), 2e en 5e etappe Tour of New Zealand
- 3e etappe Holland Ladies Tour

### Baan
2012
- Amerikaans kampioenschap, achtervolging